# Tom Clancy’s Splinter Cell: Blacklist
Tom Clancy’s Splinter Cell: Blacklist — компьютерная игра в жанре стелс-экшен от третьего лица, шестая часть серии игр «Splinter Cell». «Blacklist» была разработана канадской компанией Ubisoft Toronto при участии Ubisoft Montreal и Ubisoft Shanghai и издана Ubisoft. Впервые игра была анонсирована 4 июня 2012 года на выставке E3 в Лос-Анджелесе. Игра была выпущена для игровых приставок PlayStation 3, XBox 360 и Wii U, а также для PC-совместимых компьютеров под управлением Windows.
Действие игры разворачиваются через полгода после окончания событий в Tom Clancy's Splinter Cell: Conviction. Главным героем игры является профессиональный агент Сэм Фишер, который становится во главе секретного подразделения АНБ «Четвёртого Эшелона», чтобы таким образом спасти Соединённые Штаты Америки от нависшей угрозы. Главного героя озвучил Эрик Джонсон, в то время как в русской версии игры его озвучил Валерий Сторожик. На территории России и СНГ игра вышла полностью на русском языке.
Игра вышла 20 августа 2013 года в Северной Америке, 23 августа 2013 года в Европе, в России 29 августа.

## Игровой процесс
Сэм Фишер может больше не прятаться по укрытиям, а участвовать в полномасштабной войне. Тем не менее, привычную манеру прохождения никто не отменял — при желании игрок может проходить миссии «скрытно».
Всего в игре доступно три стиля прохождения: «призрак» (скрытное прохождение с возможностью несмертельно нейтрализовать врагов), «пантера» (скрытное прохождение с устранением врагов) и «штурм» (прямое столкновение).
Новая механика, называемая убийством в движении, позволяет выбирать цели и в быстрой последовательности ликвидировать их. Подтверждено возвращение состязательного режима «шпионы против наёмников».

## Сюжет
После событий Conviction проходит полгода. «Третий эшелон» был расформирован.
Террористическая организация «Инженеры» пригрозила США устроить серию терактов, именуемую «Чёрным списком», если США не выведут свои войска со всех зарубежных баз. Президент США лично обращается к Сэму Фишеру за помощью и создает «Четвертый эшелон», который возглавляет сам Фишер, а его помощником становится старая боевая подруга — Анна Гримсдоттир. Президент сообщает Сэму, что это самая страшная угроза в истории США и дает ему «Пятую свободу», свободу защищать первые четыре свободы.

## Разработка и маркетинг
4 июня 2012 года на выставке E3 вышел анонсирующий трейлер игры.
Специально для российских игровых журналистов на выставке Игромир помимо трейлера была возможность ознакомиться с пресс-версией игры и взять интервью у главного дизайнера игры Ричарда Каррильо.
В январе 2013 года для жителей Северной Америки было аносировано коллекционное издание, в состав которого вошёл: диск с игрой, 88-страничный комикс Splinter Cell Echoes, постер, кооперативная карта Billionaire’s Yacht, дополнение Upper Echelon Pack, включающее карту Dead Coast, золотой прибор ночного видения и дополнительный костюм, а также радиоуправляемая модель самолета Paladin.
Игра была полностью локализована на русский язык.

## Отзывы
| Сводный рейтинг       | Сводный рейтинг                        |
| Агрегатор             | Оценка                                 |
| --------------------- | -------------------------------------- |
| GameRankings          | 85,45 % (PS3) 83,81 % (X360)           |
| Metacritic            | 85/100 (PC) 84/100 (PS3) 82/100 (X360) |
| Иноязычные издания    |                                        |
| Издание               | Оценка                                 |
| GameSpot              | 8/10                                   |
| IGN                   | 9,2/10                                 |
| Русскоязычные издания |                                        |
| Издание               | Оценка                                 |
| 3DNews                | 8/10                                   |
| Absolute Games        | 75 %                                   |
| PlayGround.ru         | 8,8/10                                 |
| Riot Pixels           | 88/100                                 |
| «Игромания»           | 8,5/10                                 |
| «Игры Mail.ru»        | 8,5/10                                 |
| «Канобу»              | 8,5/10                                 |
| Gamer.ru              | 8/10                                   |